# Куйтежа
Куйтежа (рос. Куйтежа, карел. Kuiteža, фін. Kuittinen) — село в Олонецькому районі Республіки Карелія, Росія. Входить до складу Куйтезького сільського поселення.

## Розташування
Село розташоване на березі річки Мегрега.